# پردایس (کالیفرنیا)
پردایس (به انگلیسی: Paradise) شهری در شهرستان بوت ایالت کالیفرنیا است که در سرشماری سال ۲۰۱۰ میلادی، ۲۶۲۱۸ نفر جمعیت داشته است.